# Polystachya pamelae
Polystachya pamelae là một loài thực vật có hoa trong họ Lan. Loài này được Eb.Fisch., Killmann & Nsanz. mô tả khoa học đầu tiên năm 2008.